# Bayerdießen
Bayerdiessen ist eine Gemarkung im oberbayerischen Landkreis Landsberg am Lech.
Die Gemarkung mit der Gemarkungsnummer 099078 hat eine Fläche von etwa 1417 Hektar und liegt vollständig auf dem Gemeindegebiet von Dießen am Ammersee. Auf der Gemarkung gibt es keine Wohnbebauung, sie ist eine Teilfläche des Forst Bayerdießen.
Die angrenzenden Gemarkungen sind Dettenhofen (099006), Sankt Georgen (099058), Raisting (099203), Haid (099206), Rott (099057) und Dettenschwang (099007).

## Bodendenkmäler
Siehe: Liste der Bodendenkmäler in der Gemarkung Bayerdießen